# Jarron Vosburg
Jarron Vosburg (Albuquerque, 28 september 1989) is een Amerikaans acteur. Hij begon zijn carrière in 2001, waar hij in The Penny Game speelde. Hierna volgde nog een rol in de film The Work and the Glory en een paar gastrollen gehad in iCarly, Cory in the House en Zoey 101. Recentelijk heeft hij de film All Ages Night afgerond. Jarron is ook te zien in het nummer Fly on the Wall van Miley Cyrus. Hij heeft drumles.

## Filmografie

### Film
- All Ages Night (2008)
- The Work and the Glory (2004)
- The Penny Game (2001)
- Sense (1998)

### Televisieseries
- iCarly (2008)
- Zoey 101 (2007)
- Cory in the House (2007)
- Ned's SurvivalGids (2007)